# Les Costes-Gozon
Pour les articles homonymes, voir Costes.
Les Costes-Gozon sont une commune française située dans le département de l'Aveyron, en région Occitanie.

## Géographie

### Communes limitrophes
Les communes limitrophes sont  Broquiès, Calmels-et-le-Viala, Le Truel, Saint-Affrique, Saint-Izaire, Saint-Rome-de-Tarn et Saint-Victor-et-Melvieu.

### Hydrographie

#### Réseau hydrographique

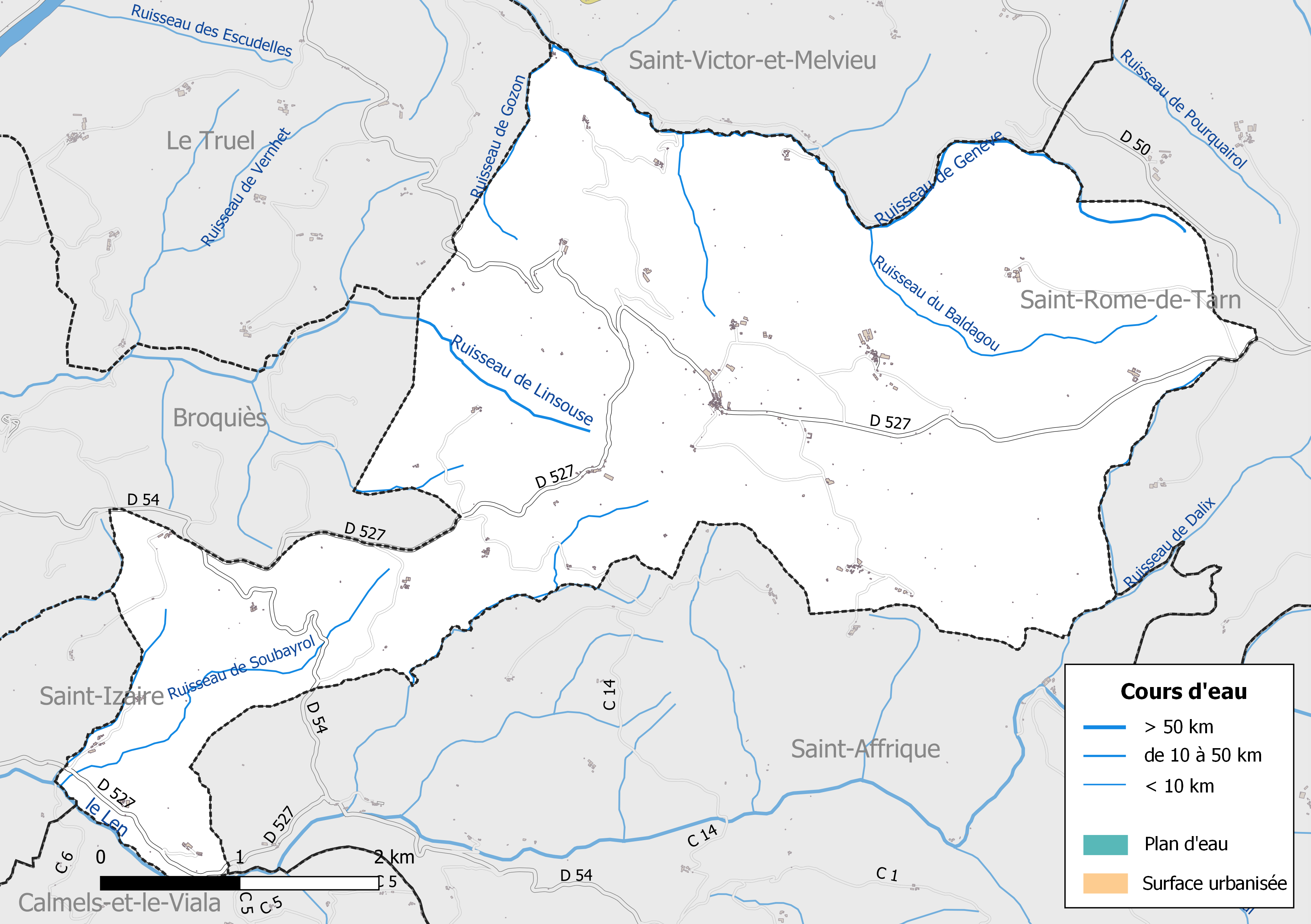
Réseaux hydrographique et routier des Costes-Gozon.

La commune est drainée par le Len, le ruisseau de Geneve, le ruisseau de Linsouse, le ruisseau de Dalix, le ruisseau de Gozon, le ruisseau de Soubayrol, le ruisseau du Baldagou et par divers petits cours d'eau.
Le Len, d'une longueur totale de 16,8 km, prend sa source dans la commune de Saint-Affrique et se jette  dans le Dourdou de Camarès à Saint-Izaire, après avoir arrosé 5 communes.

#### Gestion des cours d'eau
La gestion des cours d’eau situés dans le bassin de l’Aveyron est assurée par l’établissement public d'aménagement et de gestion de l'eau (EPAGE) Aveyron amont, créé le 1er janvier 2017, en remplacement du syndicat mixte du bassin versant Aveyron amont,,.

### Climat
Pour des articles plus généraux, voir Climat de l'Occitanie et Climat de l'Aveyron.
En 2010, le climat de la commune est de type climat des marges montargnardes, selon une étude s'appuyant sur une série de données couvrant la période 1971-2000. En 2020, Météo-France publie une typologie des climats de la France métropolitaine dans laquelle la commune est exposée à un climat de montagne et est dans la région climatique Sud-est du Massif Central, caractérisée par une pluviométrie annuelle de 1 000 à 1 500 mm, minimale en été, maximale en automne.
Pour la période 1971-2000, la température annuelle moyenne est de 11 °C, avec une amplitude thermique annuelle de 15,6 °C. Le cumul annuel moyen de précipitations est de 1 129 mm, avec 11,1 jours de précipitations en janvier et 5,8 jours en juillet. Pour la période 1991-2020, la température moyenne annuelle observée sur la station météorologique la plus proche, située sur la commune de Montlaur à 16 km à vol d'oiseau, est de 12,5 °C et le cumul annuel moyen de précipitations est de 705,4 mm,. Pour l'avenir, les paramètres climatiques de la commune estimés pour 2050 selon différents scénarios d'émission de gaz à effet de serre sont consultables sur un site dédié publié par Météo-France en novembre 2022.

### Milieux naturels et biodiversité

#### Espaces protégés
La protection réglementaire est le mode d’intervention le plus fort pour préserver des espaces naturels remarquables et leur biodiversité associée.
Dans ce cadre, la commune fait partie d'un espace protégé, le Parc naturel régional des Grands Causses, créé en 1995 et d'une superficie de 327 937 ha, s'étend sur 97 communes. Ce territoire rural habité, reconnu au niveau national pour sa forte valeur patrimoniale et paysagère, s’organise autour d’un projet concerté de développement durable, fondé sur la protection et la valorisation de son patrimoine,,.

#### Zones naturelles d'intérêt écologique, faunistique et floristique
L’inventaire des zones naturelles d'intérêt écologique, faunistique et floristique (ZNIEFF) a pour objectif de réaliser une couverture des zones les plus intéressantes sur le plan écologique, essentiellement dans la perspective d’améliorer la connaissance du patrimoine naturel national et de fournir aux différents décideurs un outil d’aide à la prise en compte de l’environnement dans l’aménagement du territoire.
Le territoire communal des Costes-Gozon comprend deux ZNIEFF de type 2, : 
- le « Plateau de Crassous et bois de Laumière » (2 466 ha), qui s'étend sur 5 communes de l'Aveyron[17];
- le « Rougier de Camarès » (56 714 ha), qui s'étend sur 33 communes dont 32 dans l'Aveyron et 1 dans l'Hérault[18].

## Urbanisme

### Typologie
Les Costes-Gozon sont une commune rurale,. Elle fait en effet partie des communes peu ou très peu denses, au sens de la grille communale de densité de l'Insee,.
Par ailleurs la commune fait partie de l'aire d'attraction de Saint-Affrique, dont elle est une commune de la couronne. Cette aire, qui regroupe 16 communes, est catégorisée dans les aires de moins de 50 000 habitants,.

### Occupation des sols

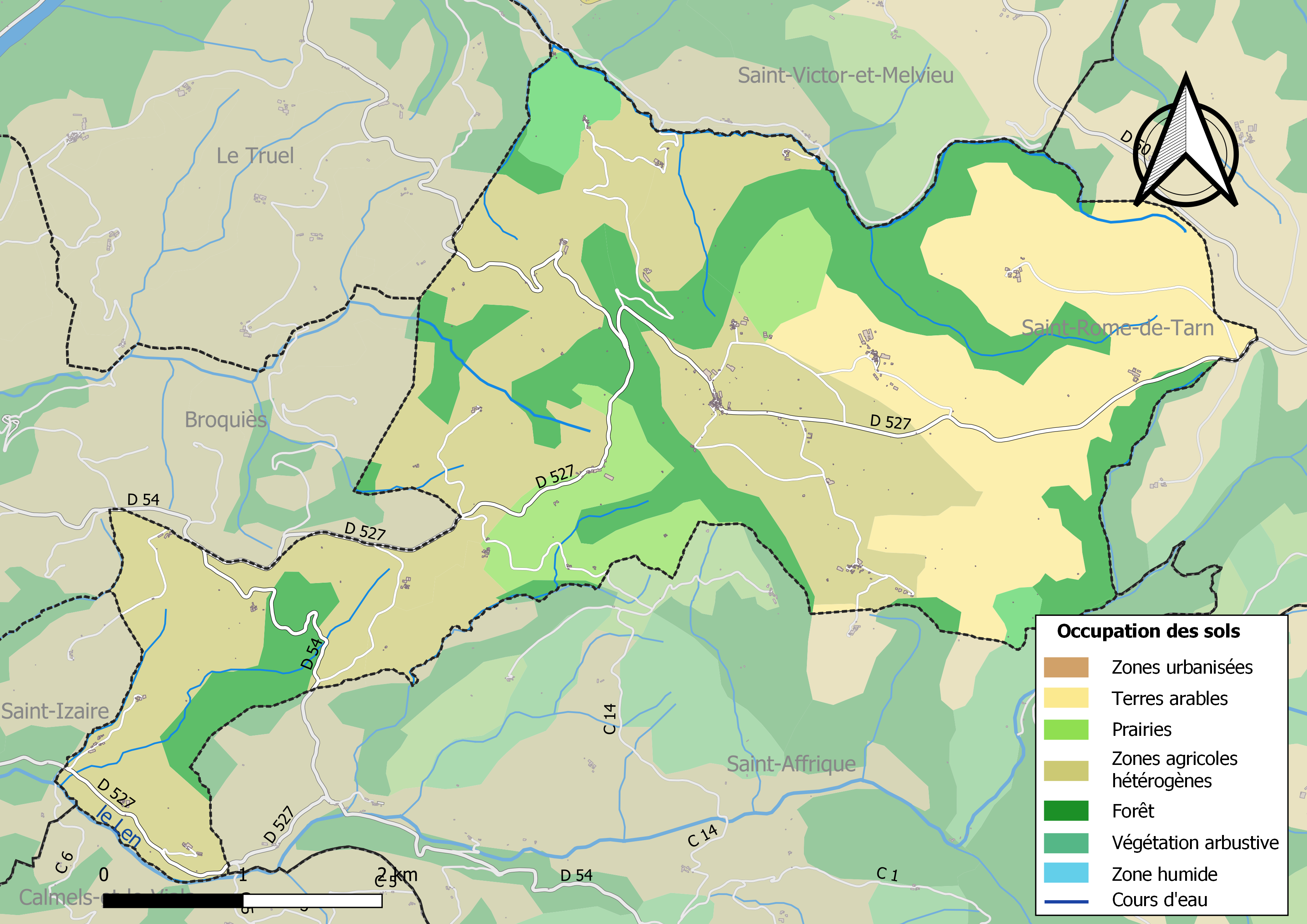
Infrastructures et occupation des sols de la commune des Costes-Gozon.

L'occupation des sols de la commune, telle qu'elle ressort de la base de données européenne d’occupation biophysique des sols Corine Land Cover (CLC), est marquée par l'importance des territoires agricoles (72,2 % en 2018), en augmentation par rapport à 1990 (70 %). La répartition détaillée en 2018 est la suivante : 
zones agricoles hétérogènes (43,7 %), forêts (23,5 %), terres arables (21,4 %), prairies (7,1 %), milieux à végétation arbustive et/ou herbacée (4,3 %).

### Planification
La loi SRU du 13 décembre 2000 a incité fortement les communes à se regrouper au sein d’un établissement public, pour déterminer les partis d’aménagement de l’espace au sein d’un SCoT, un document essentiel d’orientation stratégique des politiques publiques à une grande échelle. La commune est dans le territoire du SCoT du Parc naturel régional des Grands Causses, approuvé le vendredi 7 juillet 2017 par le comité syndical et mis à l’enquête publique en décembre 2019. La structure porteuse est le Pôle d'équilibre territorial et rural du PNR des Grands Causses, qui associe huit communautés de communes, notamment la communauté de communes de la Muse et des Raspes du Tarn, dont la commune est membre.
La commune, en 2017, avait engagé l'élaboration d'un plan local d'urbanisme.

### Risques majeurs
Le territoire de la commune des Costes-Gozon est vulnérable à différents aléas naturels : climatiques (hiver exceptionnel ou canicule), feux de forêts et séisme (sismicité très faible).
Il est également exposé à deux risques particuliers, les risques radon et minier,.

#### Risques naturels
Le Plan départemental de protection des forêts contre les incendies découpe le département de l’Aveyron en sept « bassins de risque » et définit une sensibilité des communes à l’aléa feux de forêt (de faible à très forte). La commune est classée en sensibilité forte.
Les mouvements de terrains susceptibles de se produire sur la commune sont liés à la présence de cavités souterraines localisées sur la commune,.

#### Risques particuliers
La commune est concernée par le risque minier, principalement lié à l’évolution des cavités souterraines laissées à l’abandon et sans entretien après l’exploitation des mines.
Dans plusieurs parties du territoire national, le radon, accumulé dans certains logements ou autres locaux, peut constituer une source significative d’exposition de la population aux rayonnements ionisants. Toutes les communes du département sont concernées par le risque radon à un niveau plus ou moins élevé. La commune des Costes-Gozon est classée à risque moyen à élevé.

## Toponymie
Coste : dans le sens de « pente, flanc d'une montagne ou d'une colline ».

## Politique et administration

### Découpage territorial
La commune des Costes-Gozon est membre de la communauté de communes de la Muse et des Raspes du Tarn, un établissement public de coopération intercommunale (EPCI) à fiscalité propre créé le 1er janvier 2005 dont le siège est à Saint-Rome-de-Tarn. Ce dernier est par ailleurs membre d'autres groupements intercommunaux.
Sur le plan administratif, elle est rattachée à l'arrondissement de Millau, au département de l'Aveyron et à la région Occitanie. Sur le plan électoral, elle dépend du  canton de Raspes et Lévezou pour l'élection des conseillers départementaux, depuis le redécoupage cantonal de 2014 entré en vigueur en 2015, et de la troisième circonscription de l'Aveyron  pour les élections législatives, depuis le dernier découpage électoral de 2010.

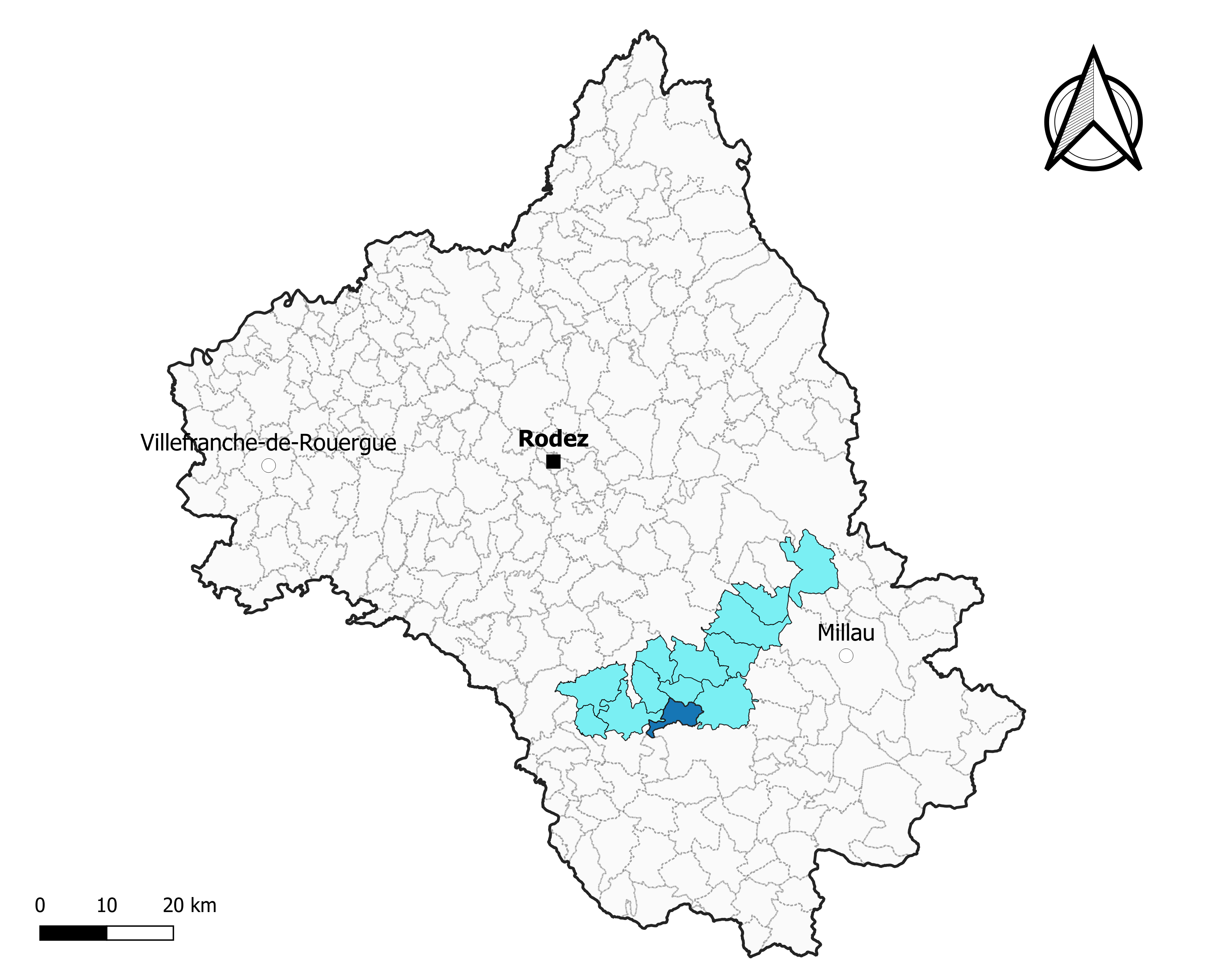
Les Costes-Gozon dans l'intercommunalité en 2020.
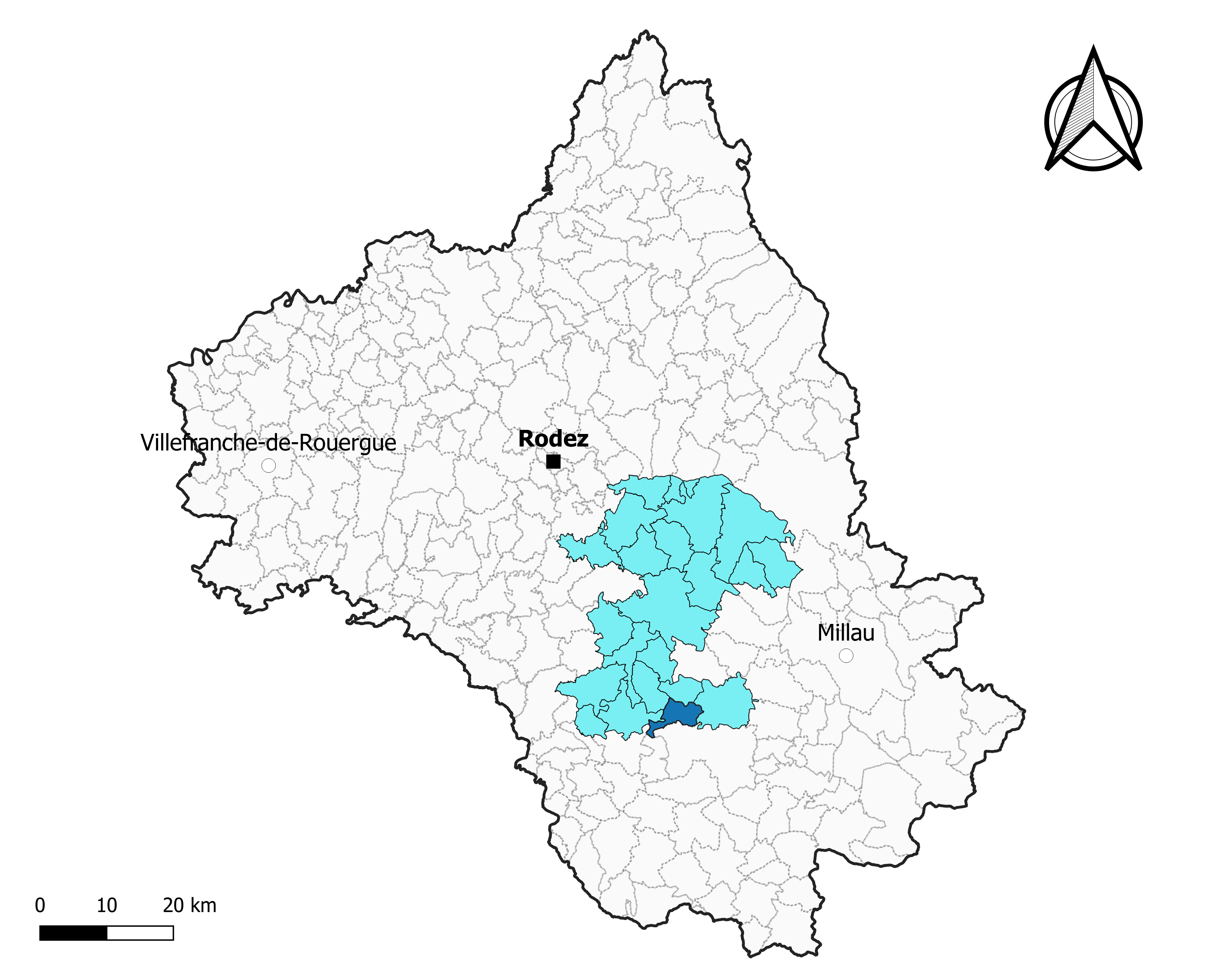
Les Costes-Gozon dans le canton de Raspes et Lévezou en 2020.
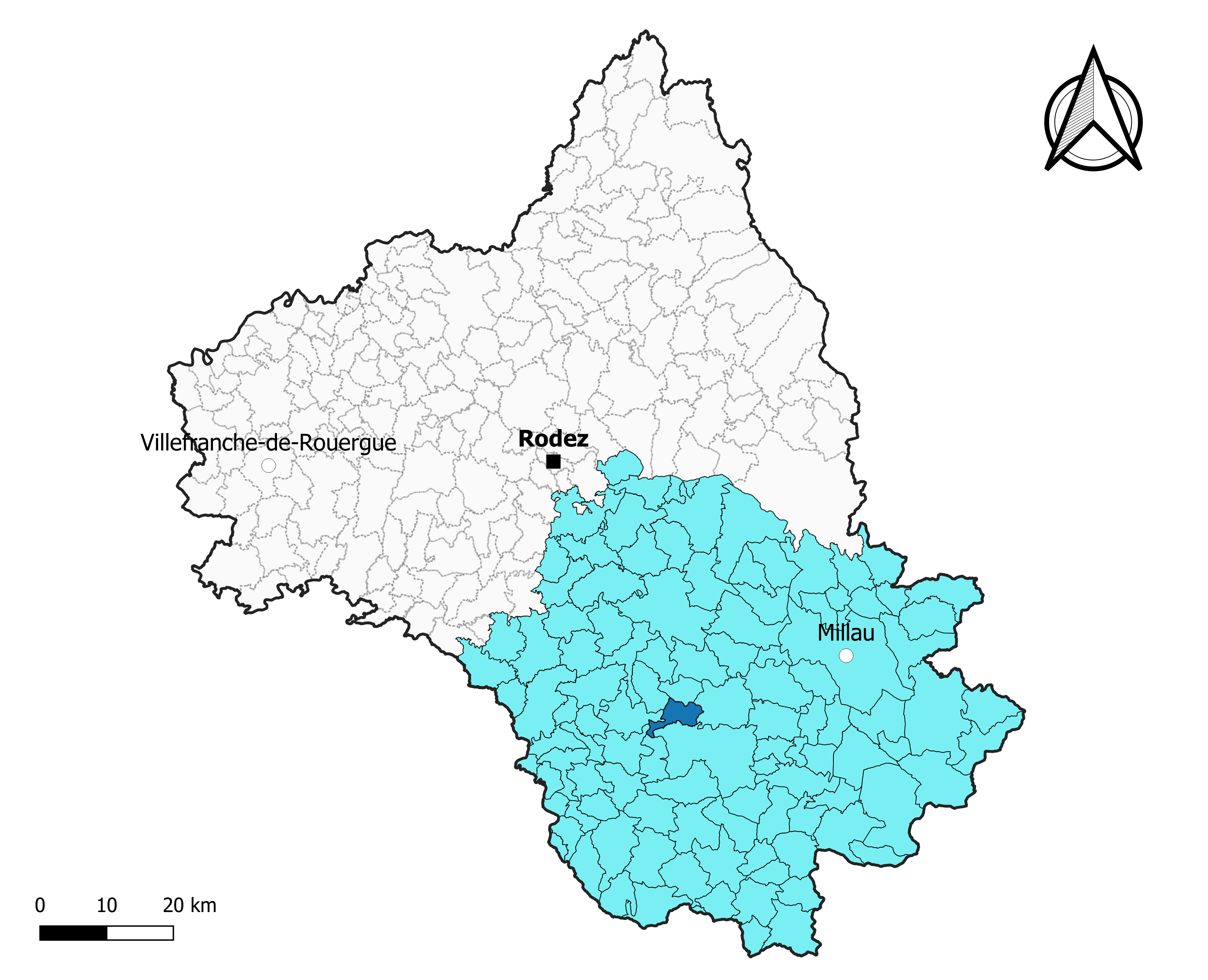
Les Costes-Gozon dans l'arrondissement de Millau en 2020.

### Élections municipales et communautaires

#### Élections de 2020
Le conseil municipal des Costes-Gozon, commune de moins de 1 000 habitants, est élu au scrutin majoritaire plurinominal à deux tours avec candidatures isolées ou groupées et possibilité de panachage. Compte tenu de la population communale, le nombre de sièges à pourvoir lors des élections municipales de 2020 est de 11. La totalité des onze candidats en lice est élue dès le premier tour, le 15 mars 2020, avec un taux de participation de 62,84 %.
Laurent Salson, maire sortant, est réélu pour un nouveau mandat le 23 mai 2020.
Dans les communes de moins de 1 000 habitants, les conseillers communautaires sont désignés parmi les conseillers municipaux élus en suivant l’ordre du tableau (maire, adjoints puis conseillers municipaux) et dans la limite du nombre de sièges attribués à la commune au sein du conseil communautaire. Un siège est attribué à la commune au sein de la communauté de communes de la Muse et des Raspes du Tarn.

#### Liste des maires
| Période                                  | Période  | Identité        | Étiquette | Qualité                              |
| ---------------------------------------- | -------- | --------------- | --------- | ------------------------------------ |
| mars 2001                                | 2014     | Nicole Laussel  |           |                                      |
| mars 2014                                | En cours | Laurent Salson, | SE        | Agriculteur sur moyenne exploitation |
| Les données manquantes sont à compléter. |          |                 |           |                                      |

## Démographie
L'évolution du nombre d'habitants est connue à travers les recensements de la population effectués dans la commune depuis 1793. Pour les communes de moins de 10 000 habitants, une enquête de recensement portant sur toute la population est réalisée tous les cinq ans, les populations de référence des années intermédiaires étant quant à elles estimées par interpolation ou extrapolation. Pour la commune, le premier recensement exhaustif entrant dans le cadre du nouveau dispositif a été réalisé en 2006.

En 2022, la commune comptait 165 habitants, en évolution de −11,29 % par rapport à 2016 (Aveyron : +0,37 %, France hors Mayotte : +2,11 %).
| 1793 | 1800 | 1851 | 1856 | 1861 | 1866 | 1872 | 1876 | 1881 |
| ---- | ---- | ---- | ---- | ---- | ---- | ---- | ---- | ---- |
| 343  | 384  | 578  | 620  | 583  | 631  | 598  | 655  | 591  |

| 1886 | 1891 | 1896 | 1901 | 1906 | 1911 | 1921 | 1926 | 1931 |
| ---- | ---- | ---- | ---- | ---- | ---- | ---- | ---- | ---- |
| 612  | 600  | 576  | 542  | 562  | 472  | 439  | 457  | 446  |

| 1936 | 1946 | 1954 | 1962 | 1968 | 1975 | 1982 | 1990 | 1999 |
| ---- | ---- | ---- | ---- | ---- | ---- | ---- | ---- | ---- |
| 429  | 397  | 360  | 313  | 297  | 282  | 257  | 207  | 174  |

| 2006 | 2011 | 2016 | 2021 | 2022 | - | - | - | - |
| ---- | ---- | ---- | ---- | ---- | - | - | - | - |
| 182  | 175  | 186  | 173  | 165  | - | - | - | - |

## Économie

### Revenus
En 2018  (données Insee publiées en septembre 2021), la commune compte 73 ménages fiscaux, regroupant 152 personnes. La médiane du revenu disponible par unité de consommation est de 17 310 € (20 640 € dans le département).

### Emploi
| Division       | 2008  | 2013  | 2018  |
| -------------- | ----- | ----- | ----- |
| Commune        | 2,7 % | 8,7 % | 9,3 % |
| Département    | 5,4 % | 7,1 % | 7,1 % |
| France entière | 8,3 % | 10 %  | 10 %  |

En 2018, la population âgée de 15 à 64 ans s'élève à 106 personnes, parmi lesquelles on compte 72,9 % d'actifs (63,6 % ayant un emploi et 9,3 % de chômeurs) et 27,1 % d'inactifs,. En  2018, le taux de chômage communal (au sens du recensement) des 15-64 ans est supérieur à celui du département, mais inférieur à celui de la France, alors qu'il était inférieur à celui du département et de la France en 2008.
La commune fait partie de la couronne de l'aire d'attraction de Saint-Affrique, du fait qu'au moins 15 % des actifs travaillent dans le pôle,. Elle compte 33 emplois en 2018, contre 37 en 2013 et 31 en 2008. Le nombre d'actifs ayant un emploi résidant dans la commune est de 70, soit un indicateur de concentration d'emploi de 47,3 % et un taux d'activité parmi les 15 ans ou plus de 47,6 %.
Sur ces 70 actifs de 15 ans ou plus ayant un emploi, 30 travaillent dans la commune, soit 43 % des habitants. Pour se rendre au travail, 61,4 % des habitants utilisent un véhicule personnel ou de fonction à quatre roues, 2,9 % les transports en commun, 29,9 % s'y rendent en deux-roues, à vélo ou à pied et 5,7 % n'ont pas besoin de transport (travail au domicile).

### Activités hors agriculture
12 établissements sont implantés  aux Costes-Gozon au 31 décembre 2019.
Le secteur de l'industrie manufacturière, des industries extractives et autres est prépondérant sur la commune puisqu'il représente 41,7 % du nombre total d'établissements de la commune (5 sur les 12 entreprises implantées  aux Costes-Gozon), contre 17,7 % au niveau départemental.

### Agriculture
La commune est dans les Monts de Lacaune, une petite région agricole occupant le sud du département de l'Aveyron. En 2020, l'orientation technico-économique de l'agriculture  sur la commune est l'élevage d'ovins ou de caprins.
|               | 1988  | 2000  | 2010  | 2020  |
| ------------- | ----- | ----- | ----- | ----- |
| Exploitations | 36    | 22    | 18    | 16    |
| SAU (ha)      | 1 479 | 1 241 | 1 324 | 1 566 |

Le nombre d'exploitations agricoles en activité et ayant leur siège dans la commune est passé de 36 lors du recensement agricole de 1988  à 22 en 2000 puis à 18 en 2010 et enfin à 16 en 2020, soit une baisse de 56 % en 32 ans. Le même mouvement est observé à l'échelle du département qui a perdu pendant cette période 51 % de ses exploitations,. La surface agricole utilisée sur la commune a quant à elle augmenté, passant de 1 479 ha en 1988 à 1 566 ha en 2020. Parallèlement la surface agricole utilisée moyenne par exploitation a augmenté, passant de 41 à 98 ha.

## Culture locale et patrimoine

### Lieux et monuments
Près du hameau de Pinsac, un tumulus, des sarcophages et des traces de peuplement ancien, dont les plus anciennes remontent au néolithique.

En particulier, deux dolmens : le dolmen de Rajal dit aussi de Pinsac-Rajal, et le dolmen dit des Esclots ou du Serre ou de Pech Segou.
En direction de la Romiguière, une colline est dominée par une statue de la Vierge Marie, avec, juste en dessous, les ruines de l'ancien château de Gozon, dont la chapelle du XIVe siècle, due à Dieudonné de Gozon, le 27e grand maître des Hospitaliers de l'ordre de Saint-Jean de Jérusalem, vient d'être restaurée en partie.
- Église Notre-Dame des Costes-Gozon.
- Chapelle Saint-Michel de Saint-Michel-de-Landesque.